# Кавалерійський полк
Кавалерійський полк (кп) — військова частина, основна тактична та адміністративно-господарська одиниця кінноти в складі Збройних сил армій багатьох країн із XIX ст. до середини XX століття, яка призначалася для ведення бойових дій на сухопутному ТВД у складі кавалерійської дивізії або бригади. У деяких випадках діяв самостійно в тісній взаємодії зі з'єднаннями, частинами і підрозділами інших родів військ і спеціальних військ Сухопутних військ в різних умовах обстановки. Як правило входив до складу кавалерійських і піхотних (стрілецьких) з'єднань, а також безпосередньо до складу армій багатьох країн.

## Історія
У російській армії кінні полки як військові частини вперше з'явилися в XV столітті у дворянській помісній кінноті. Кожен полк формувався з так званих служивих людей однієї області. В організаційному відношенні полки складалися з сотень, півсотні і десятків вершників. У 30-х рр. XVII століття замість помісної кінноти почали формуватися рейтарські і драгунські кавалерійські полки. Кожен з них складався з 10-12 рот і налічував від 1 до 2 тис. чол. 1663 в російській армії було 25 кавалерійських полків (29 тис. чол.). У 1-й половині XVII століття кавалерійські полки були створені також у Швеції, Франції, Англії та інших західноєвропейських країнах. Наприклад, в армії шведського короля Густава II Адольфа кавалерійський полк складався з 4 ескадронів (по 125 вершників), в кожен з яких входило 4 корнета (взводу).
У XVII—XIX століттях організація та озброєння кавалерійського полку як у російській, так і в іноземних арміях неодноразово змінювалися. На початок Семирічної війни 1756–1763 в російській армії драгунський полк складався з 12 рот (10 мушкетерських і 2 гренадерський) кірасирський і кінногренадерский полки мали по 10 рот. Кожна рота утворювала півескадрону, 2 роти — ескадрон. До кінця 18 століття в російській кавалерії були кірасирські, карабінерні, кінногренадерські, драгунські, кінноегерські, гусарські, легкокінні й козацькі регулярні кавалерійські полки. Половину всіх кавалерійських полків становили карабінерні і легкокінні. Організаційно кавалерійські полки складалися з 6—10 лінійних і 1-3 запасних ескадронів. Чисельність особового складу полків від 1100 до 1838 чол.
Перед російсько-турецькою війною 1877–1878 регулярні кавалерійські полки мали у своєму складі по 4 ескадрони, козацькі — по 6 сотень, а терські козацькі полки — по 4 сотні. Ескадрони і сотні складалися з 4 взводів. На початку Першої світової війни кавалерійські полки в арміях обох воюючих коаліцій складалися з 4-6 ескадронів. До початку Другої світової війни кавалерійські полки в незначній кількості зберігалися в складі кавалерійських дивізій лише в окремих країнах.
У Червоній армії в 1-й половині 1918 в ході розпочатого формування регулярної кінноти кавалерійські полки зазвичай входили до складу стрілецьких дивізій, з серпня 1918 вони почали зводитися в кавалерійської дивізії і бригади. Бойовий склад кавалерійських полків був різним. Наприклад, у стрілецької дивізії кавалерійський полк мав 4 ескадрони, а в 1-й зведеній кавалерійській дивізії — 5 ескадронів. У міжвоєнний період і в ході німецько-радянської війни організація кавалерійських полків продовжувала удосконалюватися. До кінця війни кавалерійський полк мав у своєму складі штаб, 4 ескадрони, 3 окремі батареї, підрозділи спеціальних військ, тилові установи і налічував близько 900 чол. На озброєнні кавалерійського полку, крім особистої зброї кавалеристів, було чотири 76-мм гармати, 4 57-мм протитанкові гармати, 4 82-мм міномети, 16 станкових і 32 ручних кулемети, 24 протитанкові рушниці. У наступальному бою кавалерійські полки застосовувався, як правило, проти ослабленого або не встиг організувати оборону противника, а також для переслідування його відходять військ. У наступі кавалерійський полк отримував смугу шириною до 1,5 км. Атака проводилася в кінному, пішому або комбінованому строю, самостійно або у взаємодії з танками і, як правило, підтримувалася вогнем артилерії. В оборонному бою кавалерійський полк займав ділянку оборони: на головному напрямку — до 2,5 км по фронту і до 2 км в глибину, а при обороні на широкому фронті — до 4—5 км по фронту. 
На середину 50-х в Радянській армії зі скасуванням кінноти, як роду військ, кавалерійські полки були розформовані.